# Citroën C4 Picasso
El Citroën C4 Picasso es un monovolumen del segmento C producido por el fabricante de automóviles francés Citroën (fabricado en exclusiva en su fábrica de Vigo en España) desde el año 2006. Es un tracción delantera con motor delantero transversal, y todas sus motorizaciones son de cuatro cilindros en línea y fabricadas por el Groupe PSA. Es el sucesor del Citroën Xsara Picasso, aunque este último se mantuvo en producción algún tiempo aun estando a la venta el nuevo modelo.
En el año 2013 se presentó la segunda generación del modelo basada en la plataforma EMP2. A partir de 2018 se sustituye la denominación Picasso por Space-Tourer.
Algunos rivales del C4 Picasso son el Ford C-Max, Opel Zafira, Renault Scénic, SEAT Altea, Toyota Corolla Verso, Volkswagen Golf Plus y Volkswagen Touran.

## Primera generación (2006-2013)
El C4 Picasso de primera generación está basado en el Citroën C4, que al igual que el Xsara es un turismo del segmento C. Existen dos variantes de carrocería, que difieren en el largo del voladizo y el diseño de la mitad trasera del automóvil. El C4 Picasso, la variante corta, tiene dos filas de asientos y dispone de cinco plazas, mientras que el Grand C4 Picasso cuenta con cinco o siete plazas. Ambas variantes son más largas que los monovolúmenes similares, como el Opel Zafira y el Volkswagen Touran, aunque tienen precios, motores y equipamiento similar.
Fue presentado en el salón del automóvil de París de 2006 y complementó la gama C4 del momento, la cual se componía de los C4 coupe y berlina, dos compactos de tamaño medio. Por otro lado sustituía al Xsara Picasso aunque este siguió en el mercado durante varios años y se posicionó como alternativa compacta al Citroën C8. 
El primer modelo en llegar fue la versión de 7 plazas, siendo la de 5 retrasada varios meses. A esta generación Citroën define el concepto Visiospace basándose en la habitabilidad interior, el confort de marcha y la modularidad. 
Los principales rivales del primer C4 Picasso son el Renault Scenic, el VW Touran, el Seat Altea, El ford C-Max, El toyota Verso (solo con el 7 plazas), el Opel Zafira, el Fiat Multipla, el Kia Carens y el Peugeot 5008

### Diseño exterior
La primera generación del C4 Picasso cuenta con un diseño exterior e interior peculiar y original. Las ópticas delanteras son de gran formato y están unidas por dos líneas que formaban el emblema de la marca en el centro. La línea del capó continúa en armonía con un parabrisas panorámico de 72" que continúa hasta un techo rodeado de unas generosas ventanillas laterales. Las versiones más equipadas incluían un techo solar que ocupaba prácticamente la totalidad de la superficie y otorgaba al interior de una sensación de desahogo y luz nunca vista hasta la fecha. La gran diferencia se aprecia en la parte trasera del vehículo, siendo la del modelo de cinco plazas más redondeada en la línea y los pilotos traseros, con ventanillas cubriendo los pilares traseros y dándole un efecto de "techo flotante" que le da una apariencia más compacta y rematado en un spoiler que le da cierto estilo coupé.
Esta generación se mantuvo prácticamente sin cambios estéticos durante sus 7 años en el mercado. Su único restyling se dio en 2010 modificando la calandra con los chevrones de punta curvada, unificación del parasoles en ambas versiones al que se le incluyeron luces de conducción diurna LED y un ligero oscurecimiento de los pilotos traseros en el modelo de 5 plazas.

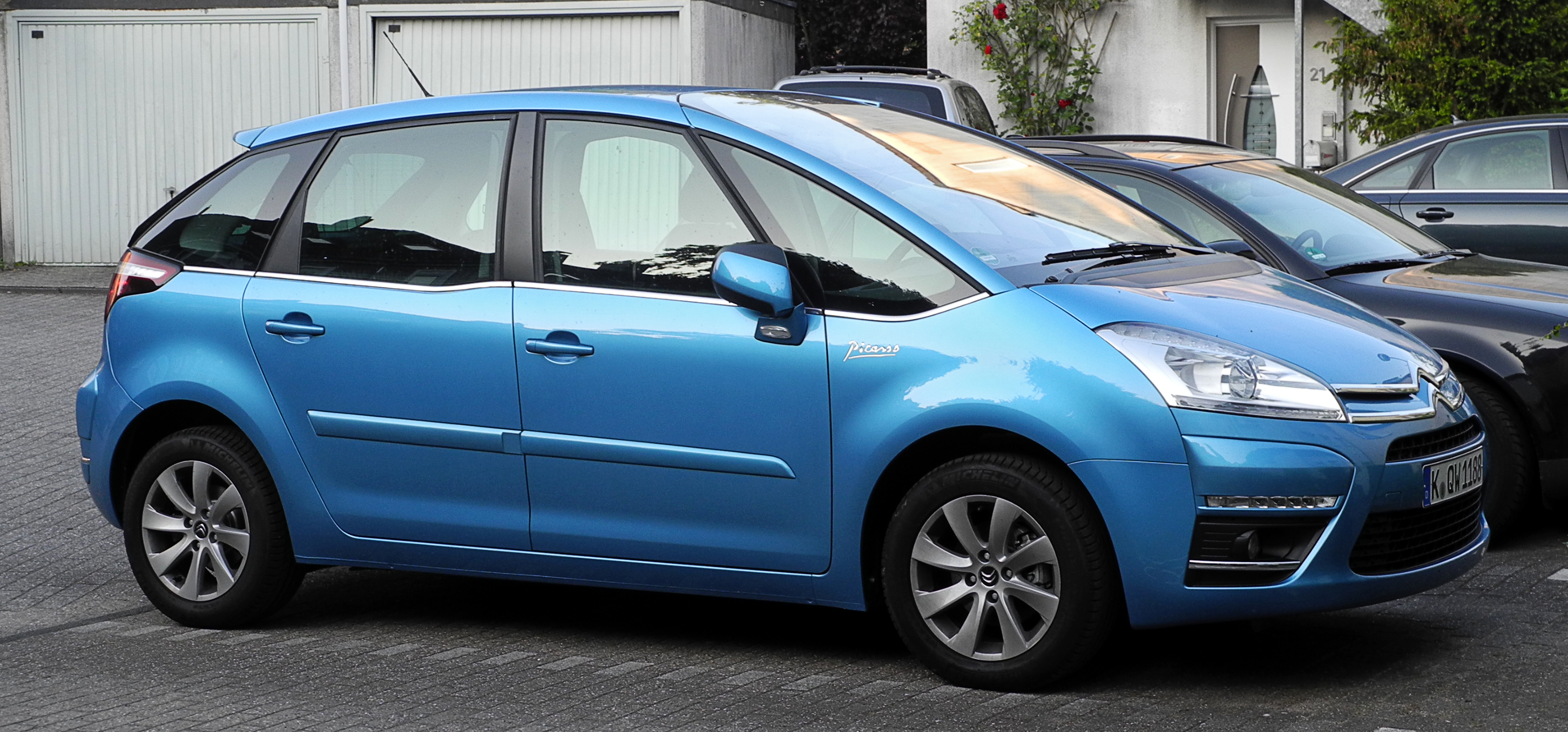
C4 Picasso (restyling)
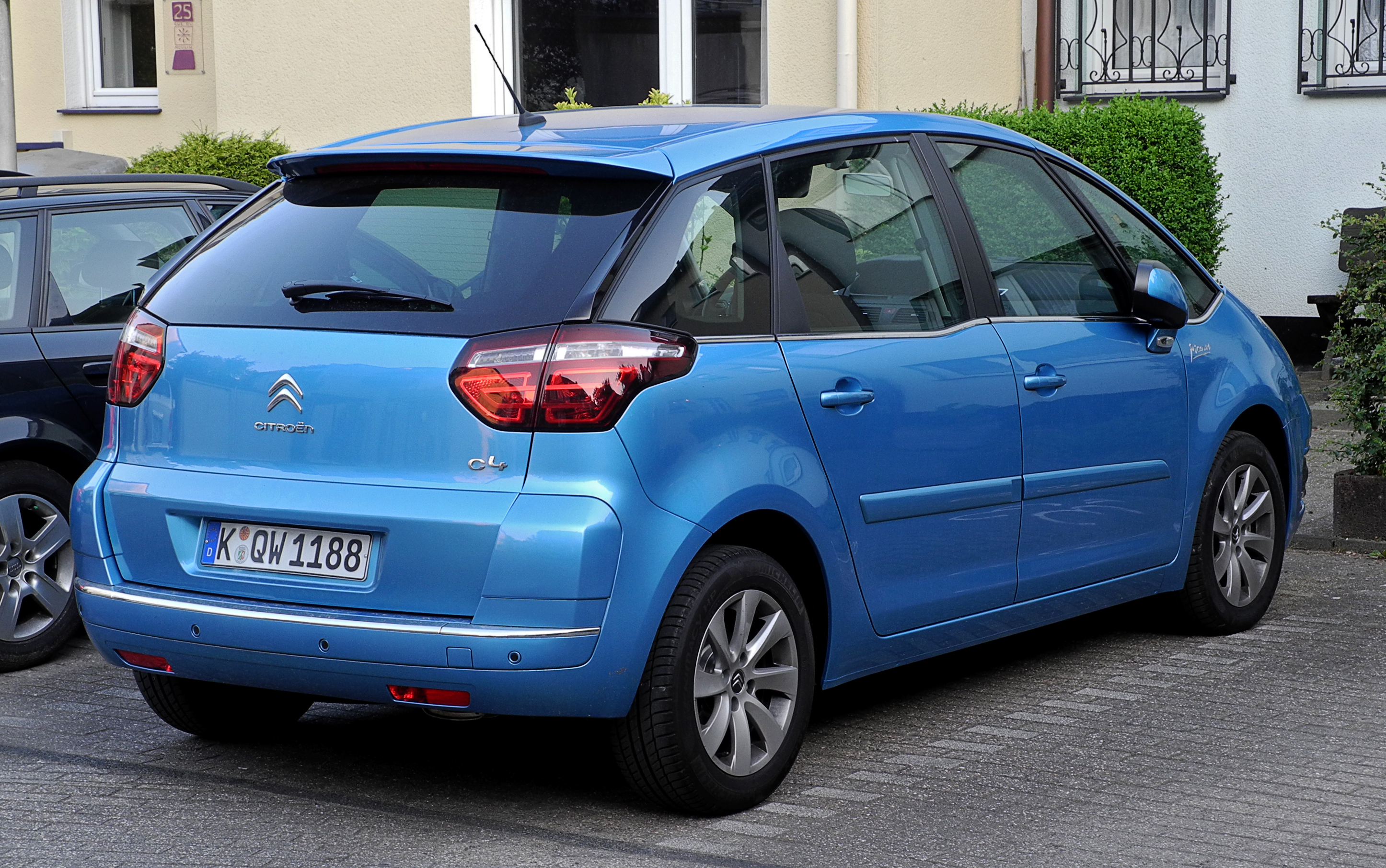
Trasera C4 Picasso (restyling)
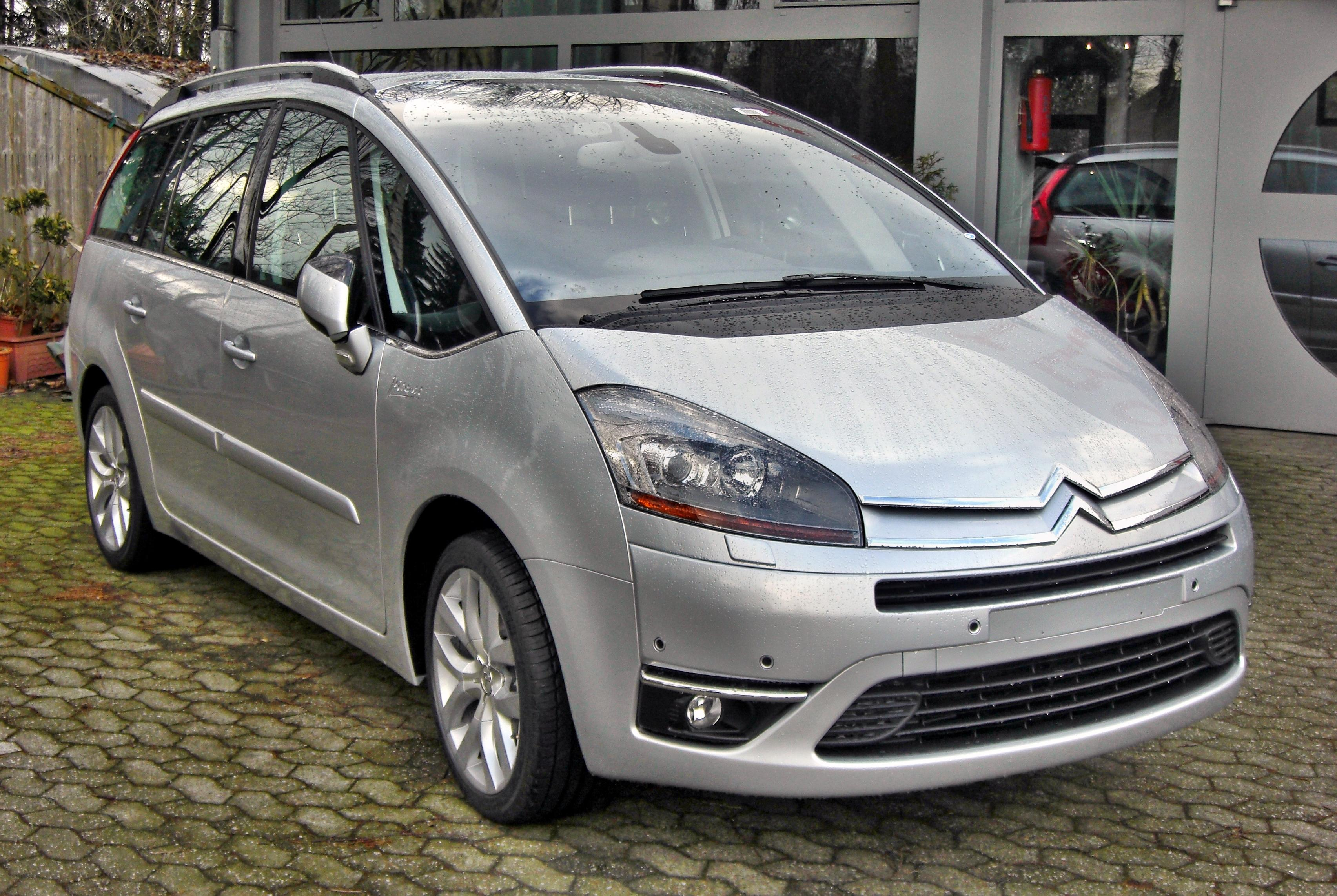
Citroën Grand C4 Picasso
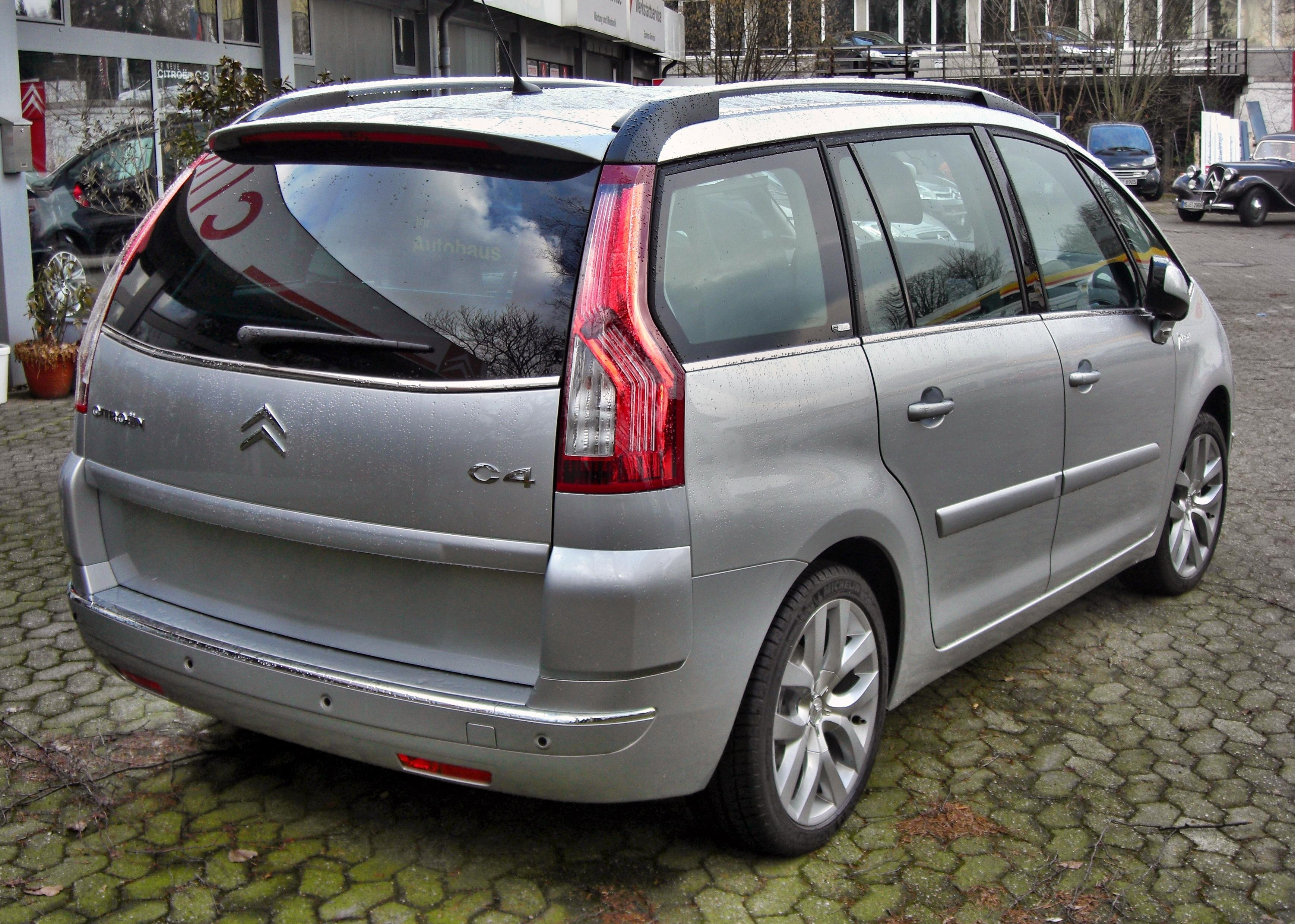
Trasera Grand C4 Picasso

### Mecánica
Todos sus motores son de cuatro válvulas por cilindro. Los gasolina son un 1.8 litros atmosférico de 120 CV de potencia máxima, un 2.0 litros atmosférico de 140 CV, un atmosférico VTI de 1.6 litros de 120 CV y un 1.6 litros THP turboalimentado de 150 o 156 CV. Estos dos últimos (VTI y THP) son de BMW y PSA. Mientras tanto, los diésel (HDI) son un 1.6 litros de 109 CV (al principio) y 110 CV (después) y 112 CV (de denominación E-HDI al final), un 2.0 litros de 136 CV, un 2.0 litros de 145 CV y un 2.0 litros de 165 CV. Todos con turbocompresor de geometría variable e inyección directa con alimentación por common-rail e intercooler. 
Las cajas de cambios disponibles son una manual de cinco o seis marchas, una automática y una semiautomática también de seis marchas. 
Tanto el C4 Picasso como su versión de batalla larga Grand C4 Picasso obtuvieron una buena puntuación de fiabilidad en la ITV alemana Dekra. Dicha fiabilidad está a la altura de la Volkswagen Touran, Peugeot 3008 y 5008, Toyota Verso y Ford S-Max.

### Interior

Interior del C4 Picasso de primera generación

El éxito de este monovolumen de tamaño medio se debe en gran medida a su excelente modularidad, contando con 5 o 7 plazas amplias e independientes. La primera fila de asientos se componía de dos enormes asientos con un mullido confortable y regulación en altura, profundidad, inclinación y lumbar. El salpicadero por su parte muestra un interior amplio y minimalista ocultando la radio en el centro bajo las rejillas de ventilación amenizado con un sistema de luz ambiental en color cálido. La amplitud interior se hace notar aún más con las 3 guanteras y el módulo isotérmico (solo en versiones automáticas y manual pilotadas). 
La segunda fila la forman 3 amplios asientos de idéntica anchura y regulables en longitud e inclinación. Esta fila cuenta con rejillas de ventilación en los extremos del pilar B, luz ambiental, bandeja tipo avión con luz, porta botellas y correa de sujeción, cajonera bajo la alfombrilla y redecillas en los raspados delanteros. 
La tercera fila de asientos (solo en versión de batalla larga) se compone de dos butacas desplegables desde el maletero y unas dimensiones aceptables en las que dos adultos de estatura media irán con un relativo grado de contort. El acceso a esta fila se puede realizar deslizando las plazas externas de la segunda fila o desde el propio maletero.

### Dimensiones y equipamiento
El Citroën C4 Picasso es un monovolumen de 4,47 m de longitud y su maletero tiene una capacidad de 500 litros.  Su versión de 7 plazas mide 4,59 metros de largo, 1,83 metros de ancho y 1,68 de alto. Por su parte, el maletero del Grand C4 Picasso tiene una capacidad de 672 litros, y si se abaten los asientos del maletero alcanza una capacidad de 1.951 litros. Como equipamiento destacable cuenta con:
- Control de crucero (de serie)
- Segundo espejo de cortesía (de serie)
- Climatización en la segunda fila (de serie)
- Bandeja con luz en el respaldo de los asientos delanteros (de serie)
- Limitador de velocidad (de serie)
- Sensor de lluvia y estacionamiento (de serie)
- Butacas calefactadas con regulación eléctrica (opcional)
- Climatizador bizona (de serie)
- Ayuda de arranque en pendiente (opcional)
- Techo solar panorámico (opcional)
- Molduras color carrocería (de serie)
- Ordenador de a bordo (opcional)
- Perfumador de tiempo (opcional)
- Volante multifunción y equipo de audio con reproductor de CD, mp3 y bluetooth (de serie)
- Faros de xenón bidirecionales (opcional)
- Cortinas en las ventanillas y luneta traseras (opcional)
- Módulo isotérmico (solo en versiones automáticas y manual pilotadas)
- Suspensión neumática trasera (opcional)
- Navegador GPS (opcional)

Con respecto a la seguridad posee:
- 4 Frenos de disco ABS
- Control de estabilidad y tracción
- Servofreno de emergencia
- Faros antiniebla
- Nueve airbags
- Anclajes de isofix
- Luces diurnas de tipo LED (a partir de 2010)
- Cinturones de seguridad delanteros con doble pretensor pirotécnico y limitadores de esfuerzo.

### Mecánicas de gasolina
| Mecánica         | Código del Motor | Cilindrada | Cilindros | Potencia (Cv/kW @ rpm) | Par Máximo (NM @ rpm) | Diámetro x Carrera | V.Max (km/h) | 0-100 km/h (segundos) | Transmisión                     | Años de producción | Notas |
| ---------------- | ---------------- | ---------- | --------- | ---------------------- | --------------------- | ------------------ | ------------ | --------------------- | ------------------------------- | ------------------ | ----- |
| 1.6 VTi 120      | EP6/EP6C         | 1598 cc    | 4         | 120/88 @ 6000          | 160 @ 4250            | 77 x 85,8 mm       | 186          | 12,1 (Grand:13)       | Manual,5v                       | 2008-2013          |       |
| 1.6 THP 140 CAS  | EP6DT            | 1598 cc    | 4         | 140/103 @ 6000         | 240 @ 1400            | 77 x 85,8 mm       | 192          | 11,6                  | Automático PSA-Renault (CAS),4v | 2008-2010          |       |
| 1.6 THP 150 CMP  | EP6DT            | 1598 cc    | 4         | 150/110 @ 5800         | 240 @ 1400            | 77 x 85,8 mm       | 204          | 10 (Grand:10,9)       | Semiautomático (CMP),6v         | 2008-2010          |       |
| 1.6 THP 155 CMP  | EP6CDT           | 1598 cc    | 4         | 156/115 @ 6000         | 240 @ 1400            | 77 x 85,8 mm       | 204          | 10,3 (Grand:10,9)     | Semiautomático (CMP),6v         | 2010-2013          |       |
| 1.8i 16V 125     | EW7              | 1749 cc    | 4         | 125/92 @ 6000          | 170 @ 3750            | 82,7 x 81,4 mm     | 185          | 12,7 (Grand:13,4)     | Manual,5v                       | 2006-2008          |       |
| 2.0i 16V 140 CMP | EW10             | 1997 cc    | 4         | 143/105 @ 6000         | 200 @ 4000            | 85 x 88 mm         | 195          | 12,1 (Grand:13,1)     | Semiautomático (CMP),6v         | 2006-2008          |       |
| 2.0i 16V 140 CAS | EW10             | 1997 cc    | 4         | 143/105 @ 6000         | 200 @ 4000            | 85 x 88 mm         | 190          | 12,7 (Grand:13,7)     | Automático PSA-Renault (CAS),4v | 2006-2008          |       |

### Mecánicas diésel
| Mecánica          | Código del Motor | Cilindrada | Cilindros | Potencia (Cv/kW @ rpm) | Par Máximo (NM @ rpm) | Diámetro x Carrera | V.Max (km/h) | 0-100 km/h (segundos) | Transmisión                              | Años de producción | Notas |
| ----------------- | ---------------- | ---------- | --------- | ---------------------- | --------------------- | ------------------ | ------------ | --------------------- | ---------------------------------------- | ------------------ | ----- |
| 1.6 HDi 110       | DV6              | 1560 cc    | 4         | 109/80 @ 4000          | 240 @ 1750            | 75 x 88,3 mm       | 180          | 13,7 (Grand:14,4)     | Manual,5v                                | 2006-2010          |       |
| 1.6 HDi 110 CMP   | DV6              | 1560 cc    | 4         | 109/80 @ 4000          | 240 @ 1750            | 75 x 88,3 mm       | 180          | 14,4 (Grand:15,1)     | Semiautomático (CMP),6v                  | 2006-2009          |       |
| 1.6 HDi 112       | DV6              | 1560 cc    | 4         | 112/82 @ 3600          | 270 @ 1750            | 75 x 88,3 mm       | 181          | 12,8 (Grand:13,1)     | Manual,6v                                | 2010-2012          |       |
| 1.6 e-HDi 112 CMP | DV6              | 1560 cc    | 4         | 112/82 @ 3600          | 270 @ 1750            | 75 x 88,3 mm       | 182          | 13,2 (Grand:13,5)     | Semiautomático (CMP),6v                  | 2010-2013          |       |
| 2.0 HDi 138       | DW10             | 1997 cc    | 4         | 138/101 @ 4000         | 270 @ 2000            | 85 x 88 mm         | 195          | 12,4 (Grand:12,4)     | Manual,6v                                | 2009-2010          |       |
| 2.0 HDi 138 CMP   | DW10             | 1997 cc    | 4         | 138/101 @ 4000         | 270 @ 2000            | 85 x 88 mm         | 195          | 12 (Grand:12,5)       | Semiautomático (CMP),6v                  | 2006-2010          |       |
| 2.0 HDi 138 CAS   | DW10             | 1997 cc    | 4         | 138/101 @ 4000         | 270 @ 2000            | 85 x 88 mm         | 190          | 12,1 (Grand:12,6)     | Aisin Warner TF-80SC,Automático (CAS),6v | 2007-2009          |       |
| 2.0 HDi 150       | DW10             | 1997 cc    | 4         | 150/110 @ 3750         | 300 @ 2000            | 85 x 88 mm         | 195          | 9,9 (Grand:10,2)      | Manual,6v                                | 2010-2013          |       |
| 2.0 HDi 150 CMP   | DW10             | 1997 cc    | 4         | 150/110 @ 3750         | 300 @ 2000            | 85 x 88 mm         | 195          | 9,7 (Grand:10,5)      | Semiautomático (CMP),6v                  | 2010-2013          |       |
| 2.0 HDi 163 CMP   | DW10             | 1997 cc    | 4         | 163/120 @ 3750         | 340 @ 2000            | 85 x 88 mm         | 200          | 10,7                  | Aisin Warner, Semiautomático (CMP),6v    | 2011-2012          |       |

## Segunda generación (2013-2022)
La segunda generación del C4 Picasso continúa teniendo 2 variantes 5 plazas y con 7 plazas el C4 Grand Picasso. El C4 Picasso fue elegido "Volante de Oro" en Europa en 2013.
Su segunda generación apuesta por el diseño moderno que tanto caracteriza a Citroën. Al igual que la seguridad, la calidad de los materiales es mayor. Monta de serie faros LED junto a los faros halógenos que le da una imagen más moderna.
Fue presentado en 2013 mediante el prototipo Technospace, un anticipo de cómo sería el modelo de producción. Ésta nueva generación resulta ser un automóvil 100% nuevo, es el primer modelo del Groupe PSA en estrenar la nueva plataforma modular EMP2. Un nuevo chasis modular ahorra 140 kg de peso respecto al Picasso precedente, pero siendo más rígido y seguro en caso de impacto. 

### Diseño exterior
Como es típico en Citroën, la 2.ª generación del C4 Picasso presume de un diseño exterior único y original que le aporta una gran personalidad. El frontal divide las luces en tres niveles siendo las de conducción diurna LED e intermitentes las más altas en línea con la ya típica calandra de doble chevron, más fina en esta generación. Más bajas se sitúan las luces de cruce y carretera y ya en la posición habitual las antiniebla delanteras. En el centro del morro destaca una parrilla octogonal que fue sustituida en el restyling de 2016 por dos calandras horizontales más cuadradas. Mantiene en la versión de 5 plazas el efecto de techo flotante aunque la línea es algo menos redondeada. También destaca un aumento de luminosidad natural en el interior, el cual es aún más abierto.

Gracias a su nuevo chasis pasa a ser 4 cm más corto que el anterior Picasso pero ganando 8 cm de anchura en el eje delantero y 2 cm en el eje trasero. Estas proporciones lo hacen parecer mucho más compacto y gracias al aumento de su batalla se ha bajado el centro de gravedad, además es más bajo que su generación anterior lo cual lo vuelve más aplomado en la rodadura.

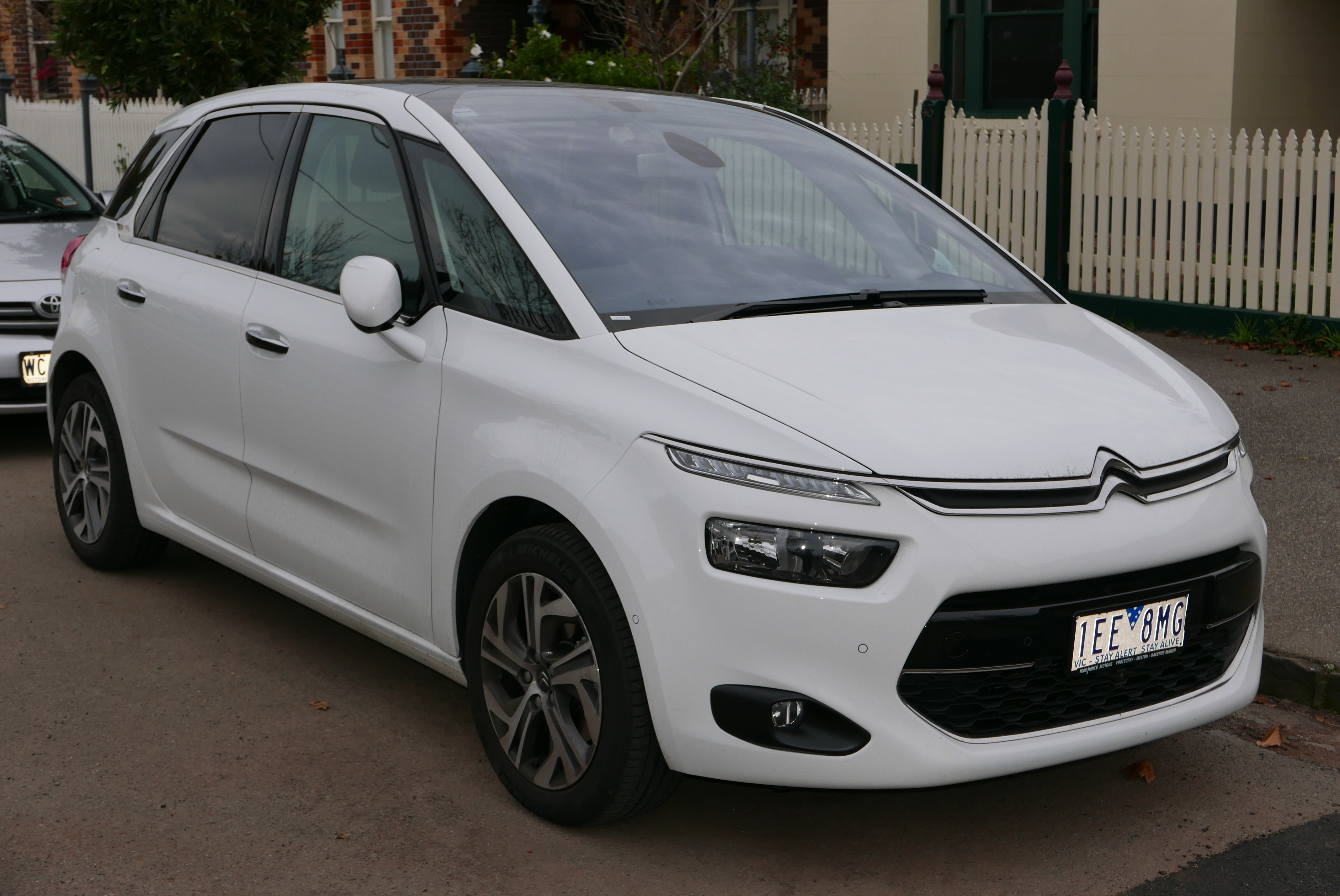
Citroën C4 Picasso 2ª Generación
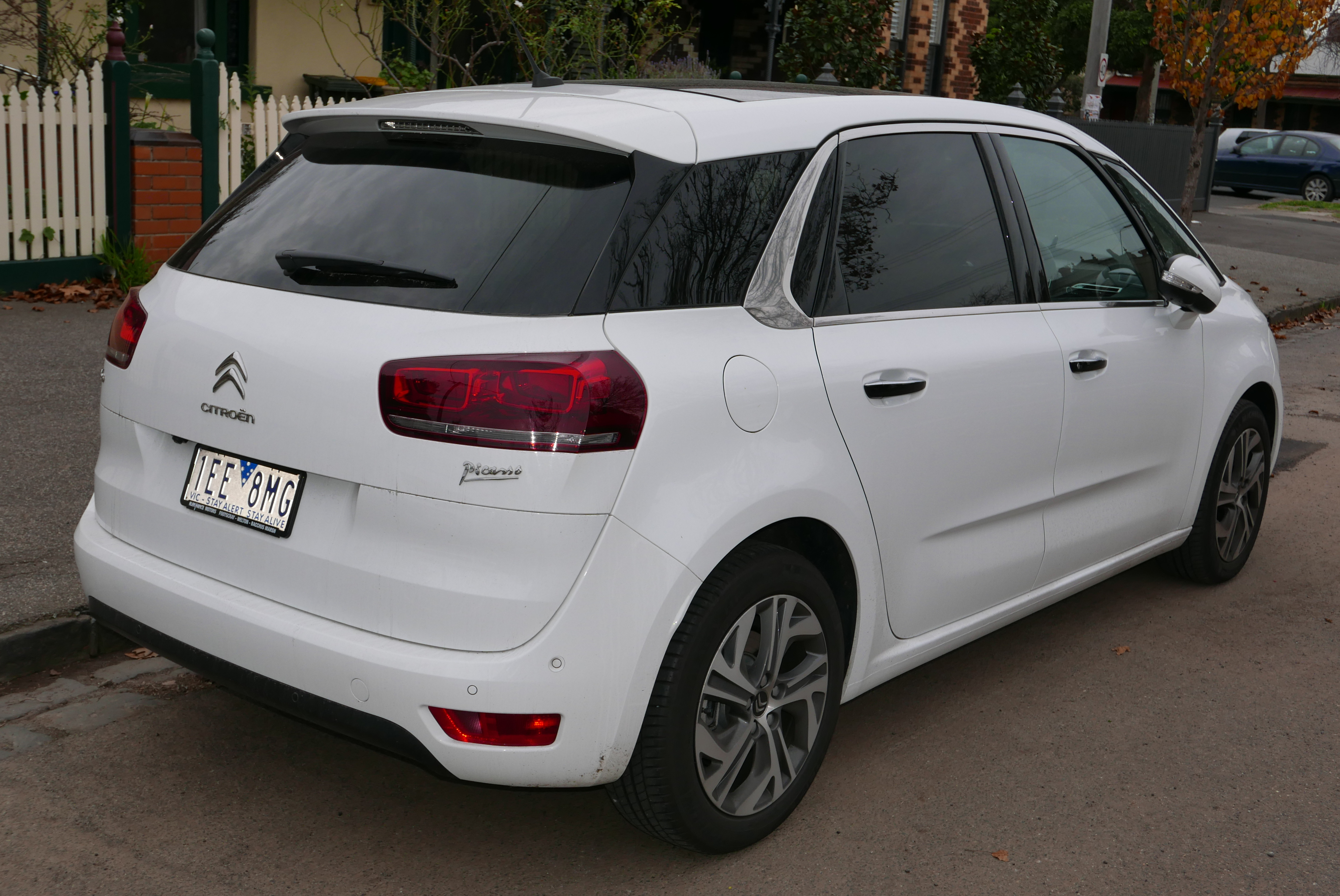
Trasera Citroën C4 Picasso 2ª Generación
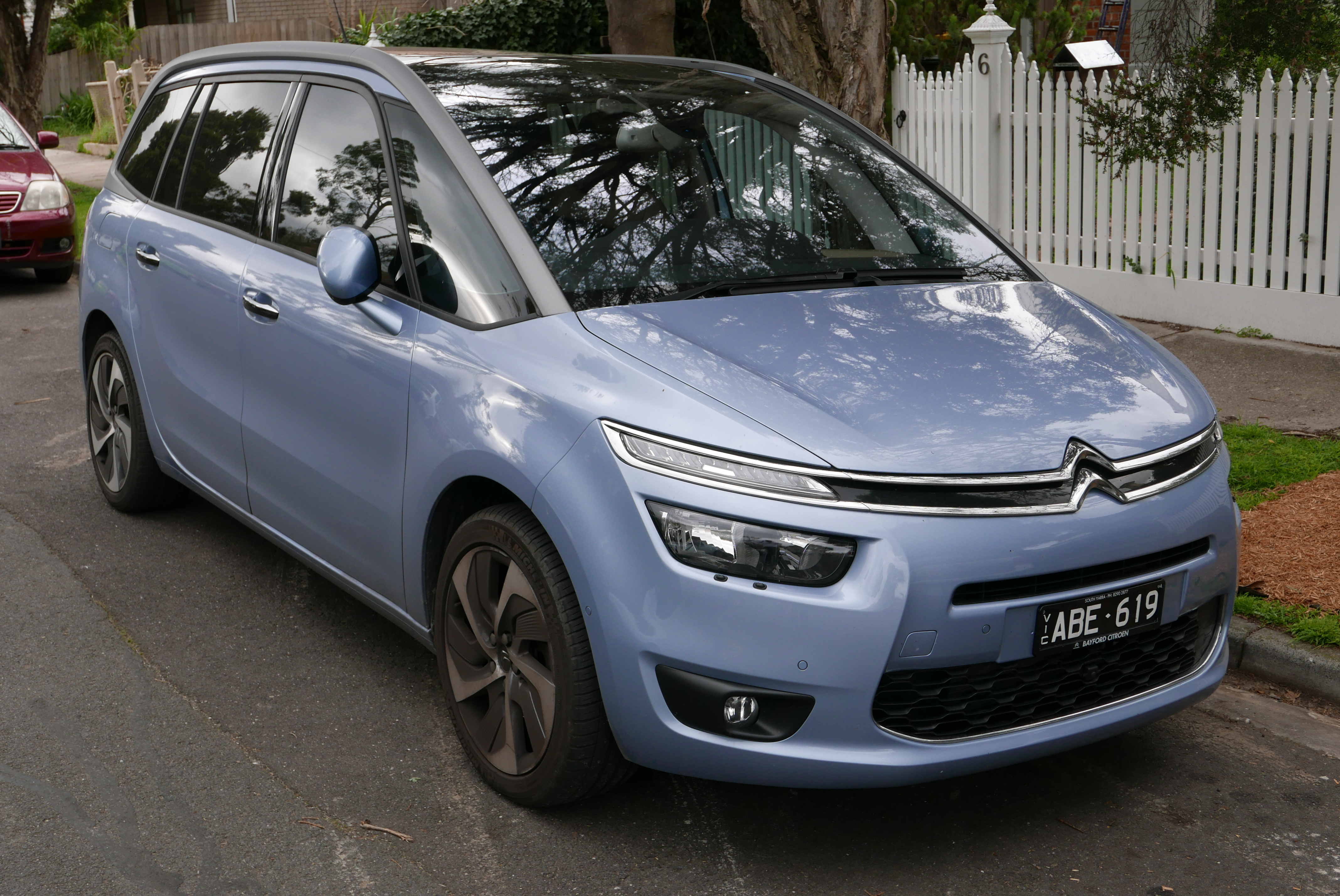
Citroën Grand C4 Picasso 2ª Generación
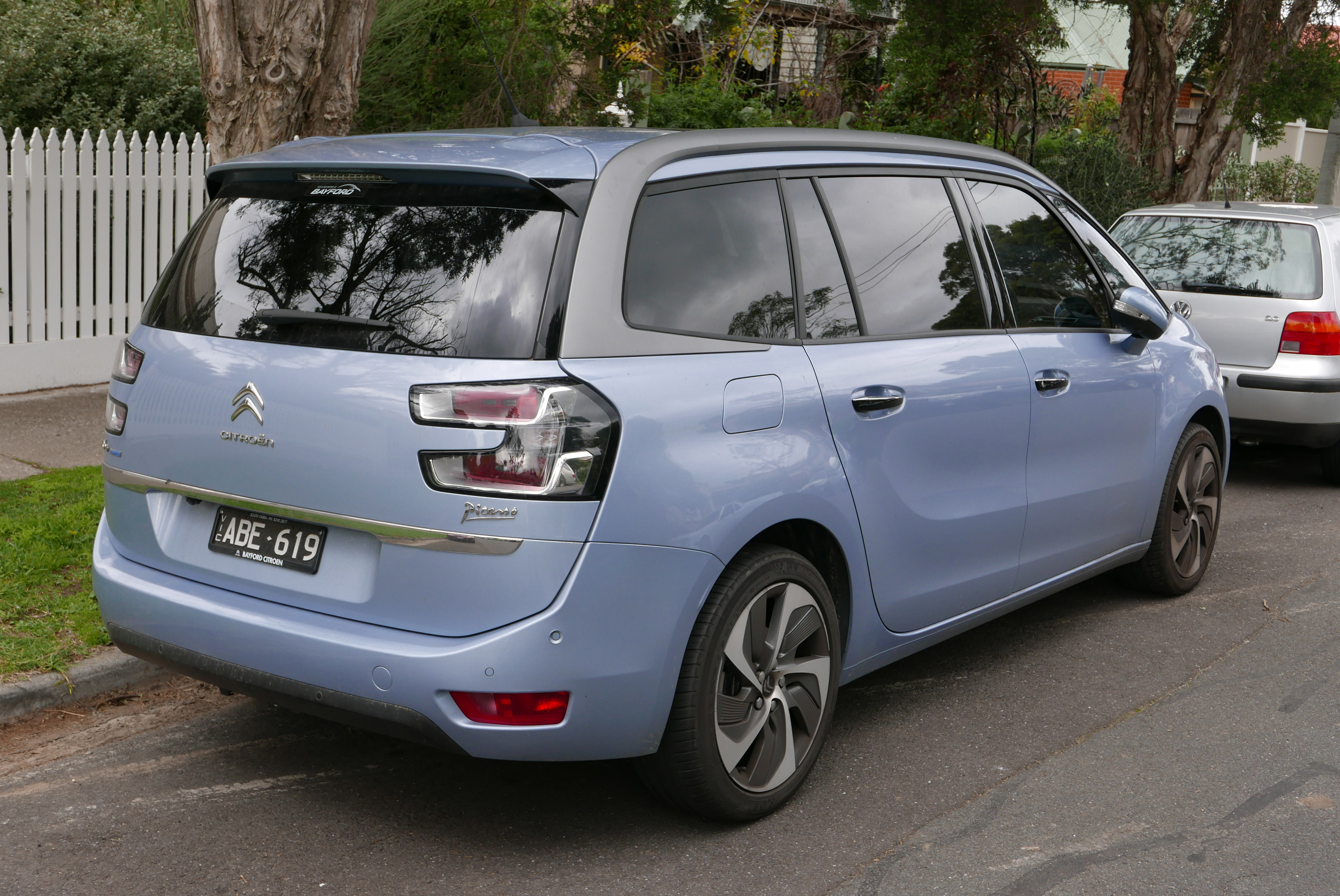
Trasera Citroen Grand C4 Picasso 2ª Generación

### Mecánica
La parte en la que menos novedades hay es en el apartado de motorizaciones, con mecánicas ya conocidas a las que a finales del 2013 se unió un nuevo motor diésel de 150 CV con tecnología AdBlue, que reduce las emisiones de NOx en más de un 90% y que supera holgadamente las restricciones de la Euro6. En 2016 dispone de cuatro motores de gasolina, tres PureTech de entre 110 y 130 caballos y un THP de 165 y cinco diésel BlueHDI que van desde los 100 hasta los 150 caballos. Todos los motores cuentan con sistema Start&Stop que apaga el motor en paradas como semáforos para reducir el consumo de combustible.
Su transmisión puede ser manual de 5 o 6 velocidades, o automática EAT6 de 6. Como la mayoría de turismos, el C4 Picasso y su versión de batalla larga son vehículos de tracción delantera.

### Interior
Si en su primera generación el interior destacaba por su amplitud y desahogo estilo loft, el nuevo Picasso va un paso más allá con una mayor calidad de materiales y aumento del uso de elementos metálicos dándole un aspecto aún más acogedor y de mayor calidad de terminación sin perder sus virtudes ya logradas en la primera generación. La pantalla del navegador está situada en el medio de la consola. Su pantalla es táctil pero para los controles de la radio/CD posee botones en el volante para comodidad del conductor. Monta el mismo volante que el actual C4. 
Al igual que la anterior generación, el C4 Picasso tiene el velocímetro y el cuentarrevoluciones (digitales los dos) en el centro. En cambio, esta generación tiene la opción de poder cambiar de la numeración digital a la opción analógica en la que aparece dos relojes para cada apartado. Los acabados de los asientos también son mejorados y se renuevan las tapicerías las cuales lucen un diseño bastante "Premium"

### Dimensiones y equipamiento
La segunda C4 Picasso aumenta su longitud hasta los 4,438 m, su ancho es de 1,826 m contando los retrovisores, su altura baja hasta los 1,625 m y la batalla pasa a ser de 2,785 m. Su maletero aumenta hasta una capacidad de 537 litros. Su versión de 7 plazas mide 4,602 metros de largo, 1,826 metros de ancho con retrovisores, 1,644 de alto y una batalla de 2,840 m. Por su parte, el maletero tiene una capacidad de 645 o 700 litros según la posición de la segunda fila de asientos. Como equipamiento destacable cuenta con:
- Pack INFANTIL (de serie)

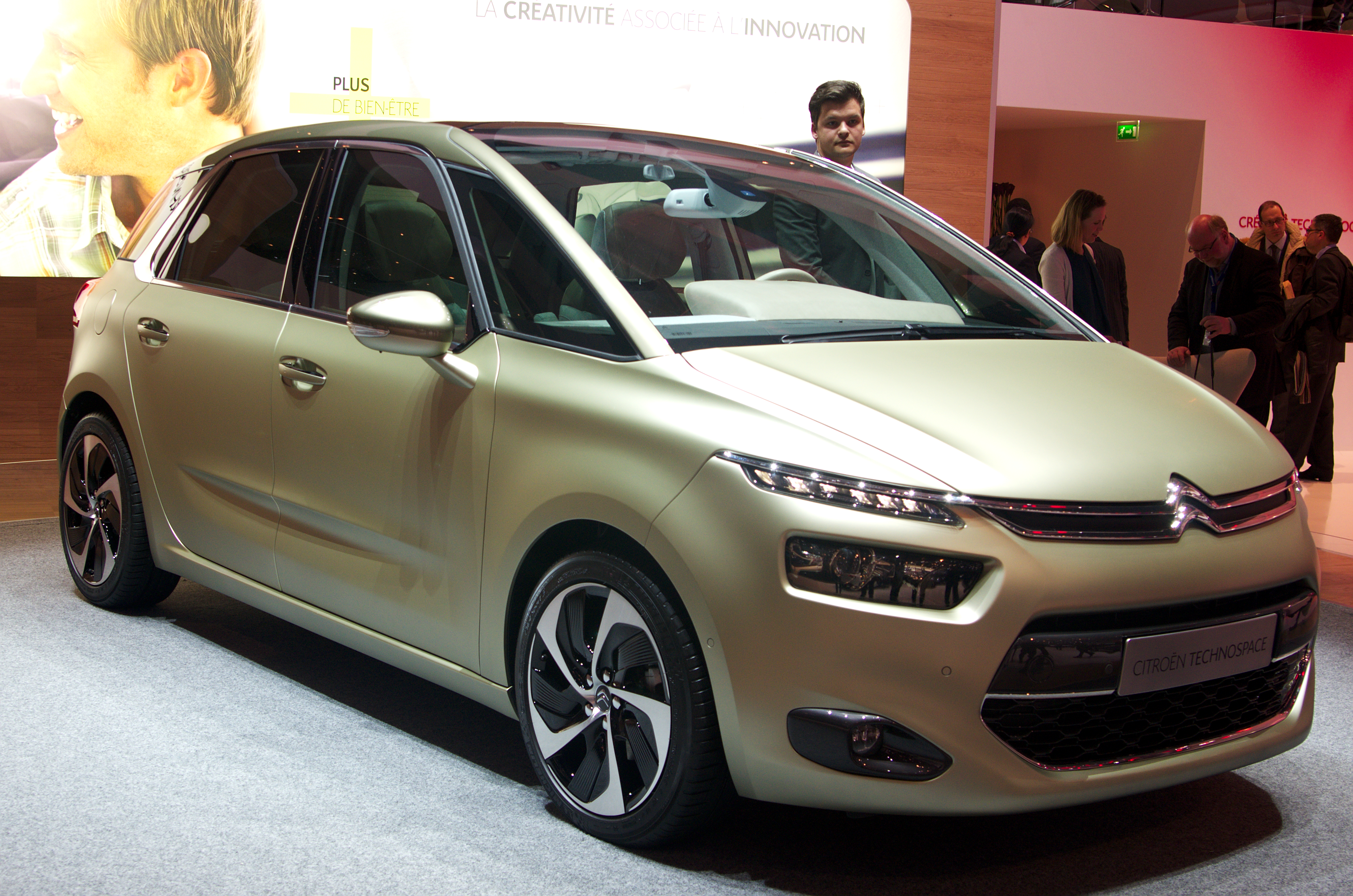
Citroën Technospace es el prototipo de la segunda generación de la C4 Picasso.

- Llantas de aleación de 16" (de serie)
- Connect Radio en Pantalla Táctil (de serie)
- Climatizador automático bizona (de serie)
- iluminación trasera con efecto 3D (de serie)
- Citroën Conect Box (de serie)
- Park Assist (opcional)
- Cámara de visión trasera (opcional)
- Acceso y arranque sin manos (opcional)
- llantas de aluminio de 17" bitongo (opcional)
- Navegador GPS (opcional)
- Control de crucero (de serie)
- Segundo espejo de cortesía (de serie)
- Climatización en la segunda fila (de serie)
- Bandeja con luz en el respaldo de los asientos delanteros (de serie)
- Limitador de velocidad (de serie)
- Sensor de lluvia (opcional)
- Mirror Srceen (opcional)
- Faros de xenón bidirecionales (opcional)
- Techo solar (opcional)
- Cortinas en las ventanillas y luneta traseras (opcional)
- Ayuda de arranque en pendiente (opcional)
- Alarma (opcional)
- Portón eléctrico con función manos libres (opcional)
- Freno de estacionamiento eléctrico automático (de serie)
- Cámara de 360° (opcional)
- Drive assist (opcional)
- Sensores de estacionamiento delanteros y traseros (opcional)
- Red de maletero (opcional)
- Techo en color negro en versión de 5 plazas (opcional)

Con respecto a la seguridad posee:
- 4 Frenos de disco ABS
- Control de estabilidad y tracción
- Servofreno de emergencia
- Nueve airbags
- Anclajes de isofix
- Cinturones de seguridad delanteros con doble pretensor pirotécnico y limitadores de esfuerzo.
- Luces de conducción diurna LED
- Faros antiniebla
- Función Cornering Light